# Sven Martinek
Pour les articles homonymes, voir Martinek.
Sven Martinek est un acteur allemand né le 18 février 1964 à Magdebourg en Allemagne. Il suit des cours  à l'école d’art dramatique de Berlin de 1985 à 1989. 

Il a notamment joué dans les séries Anges de choc, Tatort, Der Fahnder ou dans Soko brigade des stups. Il est également connu pour jouer le rôle de Max Zander dans la série Le Clown. Il a joué plusieurs fois dans la série Alerte Cobra  .

## Filmographie

### Cinéma
- 1983 : L'Île aux cygnes (Insel der Schwäne) : Windjacke
- 1989 : L'Ascension du Chimborazo (Die Besteigung des Chimborazo) : Reinhard von Haeften
- 1995 : Rache : Axel
- 2003 : Herr Lehmann : Streifenpolizist
- 2004 : Une famille allemande : Jürgen
- 2004 : Le Singe Funky : St. Dominic Coach
- 2005 : Le Clown, le film : Max Zander
- 2016 : Enemy Within
- 2016 : The Key : Erebus 2
- 2016 : Braquage à l'allemande : Twiggy
- 2017 : Schneeflöckchen : Victor
- 2017 : Titanium White : Christian
- 2018 : Alice: The Darkest Hour : Mysterious Man
- 2018 : Phantomschmerz

### Courts-métrages
- 2003 : Fahrerflucht
- 2008 : Il giardino

### Télévision

#### Séries télévisées
- 1985 : Der Staatsanwalt hat das Wort : Lorenz
- 1988-2002 : Police 110 : Thomas Schweizer / Karo / Mariettas Freund
- 1992 : Karl May : Anwerber
- 1992-2017 : Großstadtrevier : Marian / Ingo Pallmann
- 1993 : Immer wieder Sonntag
- 1994 : Freunde fürs Leben : Steve Conolly / Bassist
- 1994 : Verliebt, verlobt, verheiratet
- 1994 : Zwei alte Hasen
- 1995 : Die Staatsanwältin : Sauer
- 1995 : Für alle Fälle Stefanie : Holger Henning
- 1995 : Wir sind auch nur ein Volk
- 1995-1996 : Doppelter Einsatz : Sven Christians / Hanno Tietz
- 1995-2002 : Tatort : Christian Kuron / Jan Kott / Jan
- 1996 : Mona M. - Mit den Waffen einer Frau : Mike
- 1997 : Der Fahnder
- 1997 : Freunde wie wir : Thomas Reuter
- 1997-2019 : Alerte Cobra : Alexander Stark / Wolf Mahler / Obdachloser / ...
- 1997-2017 : Soko, brigade des stups : Lutz Quernheim / Lothar Krieges
- 1998 : RTL Samstag Nacht
- 1998-2001 : Le Clown : Max Zander / Der Clown
- 2001 : Victor - Der Schutzengel : Toni
- 2002 : Körner und Köter : Martti Vaikinen
- 2002 : Rendörsztori : Edit's producer
- 2002 : Anges de choc : Robert
- 2002-2013 : In aller Freundschaft : Jan Berger / Nils Marold / Christian Lentz
- 2003 : Alerte Cobra : Team 2 : Manfred Kosinski
- 2003 : Zwei Profis : Thorsten Kummer
- 2004 : Stefanie - Eine Frau startet durch : Dr. Martin Bauer
- 2005 : Une équipe de choc : Winne
- 2006 : Commissaire Brunetti : Verbindungsoffizier
- 2006 : Mit Herz und Handschellen : Gerber
- 2006-2007 : Section enquêtes criminelles : Kriminalhauptkommissar Thomas Wallner
- 2006-2011 : Brigade du crime : Roman Sola / Holger Franke
- 2006-2016 : Ma mère, le véto : Dr. Christoph Lentz
- 2009 : Der Kriminalist : Tilmann Reiter
- 2009 : SOKO Stuttgart : Volker Richter
- 2009 : Un cas pour deux : Armin Schütte
- 2009-2013 : Die Landärztin : Daniel Winterberg
- 2009-2015 : Der Bergdoktor : Richard Beisel
- 2010 : Mick Brisgau : Thomas Schmückler
- 2010 : Notruf Hafenkante
- 2012-2017 : Morden im Norden (de) : Finn Kiesewetter
- 2013 : Das Traumhotel : Frank Simon
- 2013 : SOKO: Der Prozess : Anton Ueckerath / Anton Ueckenrath
- 2015 : Dr. Klein : Veit Pauly
- 2015 : Kreuzfahrt ins Glück : Bernd Zellke
- 2015 : Küstenwache : Axel Rabeneick
- 2015 : Michael Ammer Events
- 2015 : Mila : Motivations-Coach
- 2016 : Protokolle des Bösen
- 2017 : Die Bergretter : Martin Tauber

#### Téléfilms
- 1979 : Alles im Garten
- 1982 : Das Mädchen und der Junge : Frank Lessow
- 1989 : Große Liebe gesucht
- 1992 : Landschaft mit Dornen : Marcel
- 1995 : The Infiltrator : Anton
- 1996 : Adrénaline : Jochen Wagner
- 1996 : Le Clown - Ennemis de toujours : Max Zander
- 1996 : Zwei vom gleichen Schlag : Daniel Schäfer
- 1997 : Beichtstuhl der Begierde : Jürgen Mayer
- 1997 : Die heilige Hure : Paul Gruber
- 1999 : Der Träumer und das wilde Mädchen - Hetzjagd durch Deutschland : Till Sichert
- 1999 : Götterdämmerung - Morgen stirbt Berlin : Tauch-Leiter
- 2002 : Le paradis du mac : Peter
- 2003 : Rotlicht - Im Dickicht der Großstadt : René
- 2006 : Hammer & Hart : Geschäftsmann
- 2008 : Hindernisse des Herzens : Hans Duwe
- 2010 : Une pour toutes, toutes pour une! : Robert Günther
- 2011 : Liebe und Tod auf Java : Conrad Landgraf
- 2011 : Ma nounou brésilienne : Andreas Behrens
- 2012 : Romance en terres sauvages : Wildhüter Oliver
- 2013 : Nach all den Jahren : Vincent